# Lampetis muata
Lampetis muata es una especie de escarabajo del género Lampetis, familia Buprestidae. Fue descrita científicamente por Harold en 1878.